# Paula Hitler
 (mars 2025).
Si vous disposez d'ouvrages ou d'articles de référence ou si vous connaissez des sites web de qualité traitant du thème abordé ici, merci de compléter l'article en donnant les références utiles à sa vérifiabilité et en les liant à la section « Notes et références ».
Pour les articles homonymes, voir Hitler (homonymie).
 (juin 2022).
Paula Hitler (née le 21 janvier 1896 à Hafeld, commune de Fischlham en Autriche et morte le 1er juin 1960 à Berchtesgaden en Allemagne) est la plus jeune sœur d’Adolf Hitler.
Tous deux sont les seuls de leur fratrie ayant atteint l'âge adulte, Alois Hitler et Klara Pölzl ayant perdu tous leurs autres enfants avant l'âge de six ans.

## Biographie
Paula Hitler a six ans lorsque son père Aloïs meurt et onze quand sa mère Klara décède à son tour. Elle et son frère vivent d'une petite pension que leur alloue le gouvernement autrichien.
Devenue adulte, elle déménage à Vienne où elle travaille comme secrétaire. Elle n'a aucun contact avec son frère durant la période des années difficiles de celui-ci (comme peintre à Vienne puis à Munich, durant la Première Guerre mondiale et au début de ses activités politiques). Paula et Adolf ne se revoient qu'au retour à Munich de ce dernier.
En 1922, elle est employée comme gouvernante par Hersch Lauterpacht. 
À la demande de son frère, elle change son patronyme pour se nommer désormais Paula Wolff (Wolf signifie  « loup » en allemand, surnom donné à Hitler)[réf. nécessaire]. Celui-ci lui offre chaque année un ticket pour se rendre au grand rassemblement nazi à Nuremberg.
Elle profite de la position de son frère pour obtenir la maison de ses rêves par la menace de son propriétaire légitime.[pas clair]
Pendant la Seconde Guerre mondiale, elle occupe un poste de secrétaire dans un hôpital militaire. Après la capitulation allemande, elle est arrêtée par des officiers de renseignement américains en mai 1945. 
Elle leur déclare ne pas croire son frère responsable de l'Holocauste, ce que les Américains mettent sur le compte de l'affection fraternelle. Libérée, elle part s'installer à Vienne où elle travaille dans une boutique d'artisanat jusqu'en 1952. Revenue à Berchtesgaden, elle vit recluse dans un deux-pièces et meurt dans l'anonymat en 1960.